# Evolución convergente
La evolución convergente, convergencia  evolutiva, o simplemente convergencia, se da cuando dos estructuras similares han evolucionado independientemente a partir de estructuras ancestrales distintas y por procesos de desarrollo muy diferentes, como la evolución del vuelo en los pterosaurios, las aves y los murciélagos. Sus semejanzas indican restricciones comunes impuestas por la filogenia y la biomecánica de los organismos. Sus diferencias muestran que la evolución ha seguido una ruta exclusiva en cada grupo, dando por resultado  patrones funcionales diferentes.
Hay tres tipos de cambios evolutivos que pueden dar resultados similares: la convergencia, el paralelismo y la reversión, que se agrupan bajo el nombre común de homoplasias. A menudo los biólogos distinguen entre evolución convergente y evolución paralela. Se considera que la evolución paralela (paralelismo) involucra patrones de desarrollo similares en líneas evolutivas diferentes pero próximas. En la práctica la distinción entre convergencia y paralelismo es un tanto arbitraria porque no existe una regla exacta para limitar la antigüedad del antepasado común. Solamente si los linajes se inician con un gran parecido y este se mantiene durante y después del cambio evolutivo, es lícito considerar que evolucionan paralelamente. En general, se supone que cuando un determinado fenotipo evoluciona, el mecanismo genético subyacente es diferente en especies distantemente relacionadas (convergencia) pero es similar en especies estrechamente relacionadas (paralelismo). Sin embargo, varios ejemplos muestran que en poblaciones de una misma especie el mismo fenotipo puede evolucionar por cambios en genes diferentes. Por el contrario, fenotipos similares pueden evolucionar en especies distantemente relacionadas por cambios en el mismo gen. Por eso Arendt y Reznick argumentan que la distinción entre evolución convergente y paralela es una falsa dicotomía. Un ejemplo de paralelismo es la adquisición independiente de ojos pedunculados en un grupo de moscas acalípteras. La reversión evolutiva es la pérdida independiente del mismo carácter avanzado en varios linajes de una filogenia. Uno de los ejemplos más impactantes es la convergencia de forma en el ambiente cavernícola. Diversos grupos han evolucionado cambios regresivos estructurales, funcionales y comportamentales. Este conjunto de cambios incluye la reducción del tamaño y de la pigmentación de los ojos, la hipertrofia de los órganos sensoriales no ópticos y la reducción de la tasa metabólica.
Las estructuras similares que evolucionaron por convergencia se denominan estructuras análogas o analogías en contraste con las estructuras homólogas u homologías que son semejantes debido a una ascendencia evolutiva común. Las alas de los murciélagos y de los pterosaurios son un ejemplo de estructuras análogas, mientras que el ala del murciélago es homóloga al miembro anterior del hombre u otro mamífero, pues comparten un estado ancestral a pesar de cumplir funciones diferentes.
Cuando la convergencia no es contemporánea se denomina relevo evolutivo. La convergencia entre los mamíferos marinos del Cenozoico (ballenas) y los reptiles marinos del Mesozoico (ictiosaurios) constituye un ejemplo. Las ballenas no solo tienen planes corporales similares a los de los ictiosaurios, sino que además la dentición de las ballenas del Cenozoico es convergente con los diseños dentarios de los reptiles marinos del Mesozoico. Aparentemente, los mamíferos marinos del Cenozoico ocuparon los nichos dietarios dejados vacantes por los reptiles marinos del Mesozoico.

## Causas
El desarrollo de estructuras similares en organismos no emparentados puede ser el resultado de la adaptación a ambientes similares y/o formas de vida semejantes. Resulta interesante la comparación de las faunas marsupiales australiana y sudamericana, por una parte, con sus análogos placentados. Las semejanzas morfológicas y de forma de vida constituyen un ejemplo perfecto de evolución adaptativa convergente entre dos linajes, marsupiales y placentados, que evolucionaron separadamente tras la escisión del supercontinente Pangea a finales del Cretácico, y que sin embargo muestran dichas semejanzas adaptativas. El falangero planeador, Petaurus, y las ardillas planeadoras, Pteromyini, son un ejemplo de esta evolución convergente.

## Ejemplos
El ojo de los cefalópodos (el de los calamares, por ejemplo) y el de los vertebrados (el del hombre, por ejemplo) es uno de los ejemplos más famosos de evolución convergente, ambos poseen estructuras muy semejantes (el cristalino, la retina, el iris), pero se diferencian en la disposición del nervio óptico respecto de la retina. En el ojo de un cefalópodo los axones se proyectan directamente desde la base de las células de la retina al ganglio óptico, mientras que en los vertebrados los axones parten de la superficie anterior de la retina y convergen en el nervio óptico.
Se ha utilizado al ojo de los animales como un ejemplo clásico del origen independiente de estructuras y su convergencia hacia unas pocas soluciones diferentes. Esta hipótesis ha sido puesta en cuestión a partir de los años 1990 a raíz del descubrimiento de genes reguladores del desarrollo compartidos por diferentes filos. En particular, el gen Pax-6 es utilizado casi universalmente para la formación del ojo en los animales bilaterados. Por lo tanto, las rutas evolutivas que han conducido a la morfogénesis de los ojos de los cefalópodos y de los vertebrados no son totalmente independientes. Ambas parten de un itinerario común a lo largo del cual Pax-6 regula la formación de rodopsina y de estructuras oculares simples. Así, las mismas restricciones internas han facilitado considerablemente el llegar a soluciones casi idénticas en dos filos muy alejados entre sí y los evolucionistas no pueden seguir defendiendo que los ojos convergentes de los cefalópodos y de los vertebrados se hayan desarrollado a través de rutas enteramente separadas, por la sola acción de la selección natural. Las similitudes en la anatomía del ojo adulto son convergentes, pero Pax-6 establece una homología importante en las rutas de generación subyacentes. Se trata, por lo tanto, de un caso de homoplasia en los resultados finales basada en una homología de la arquitectura subyacente de desarrollo.
Además, Zbynek y colaboradores encontraron un sorprendente paralelismo molecular en el diseño de los ojos de los vertebrados y el de las cubomedusas. Sus resultados sugieren que durante la evolución, los ojos de los vertebrados y los de las cubomedusas se han originado por reclutamiento independiente de genes ortólogos.
Otro ejemplo de evolución convergente lo encontramos en la aparición de mamíferos con grandes cerebros. Este fenómeno se ha dado a través de dos vías principales: el agrandamiento del cerebro, por un lado, o la reducción del resto del cuerpo, por el otro.

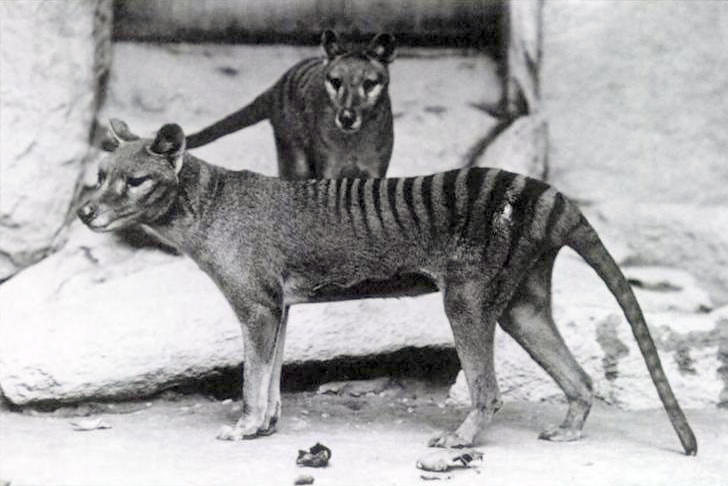
Tilacino, un marsupial con apariencia de cánido
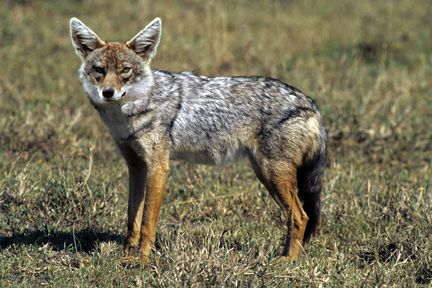
Chacal dorado, un verdadero cánido
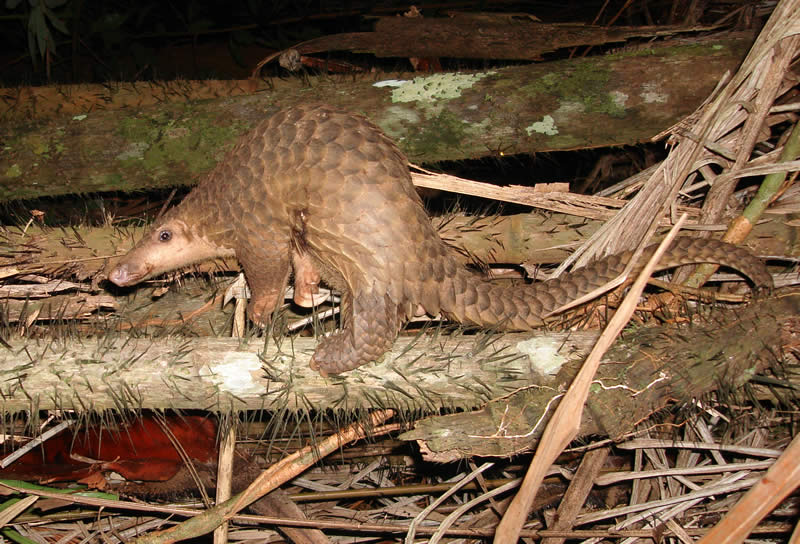
Pangolín (orden Pholidota)
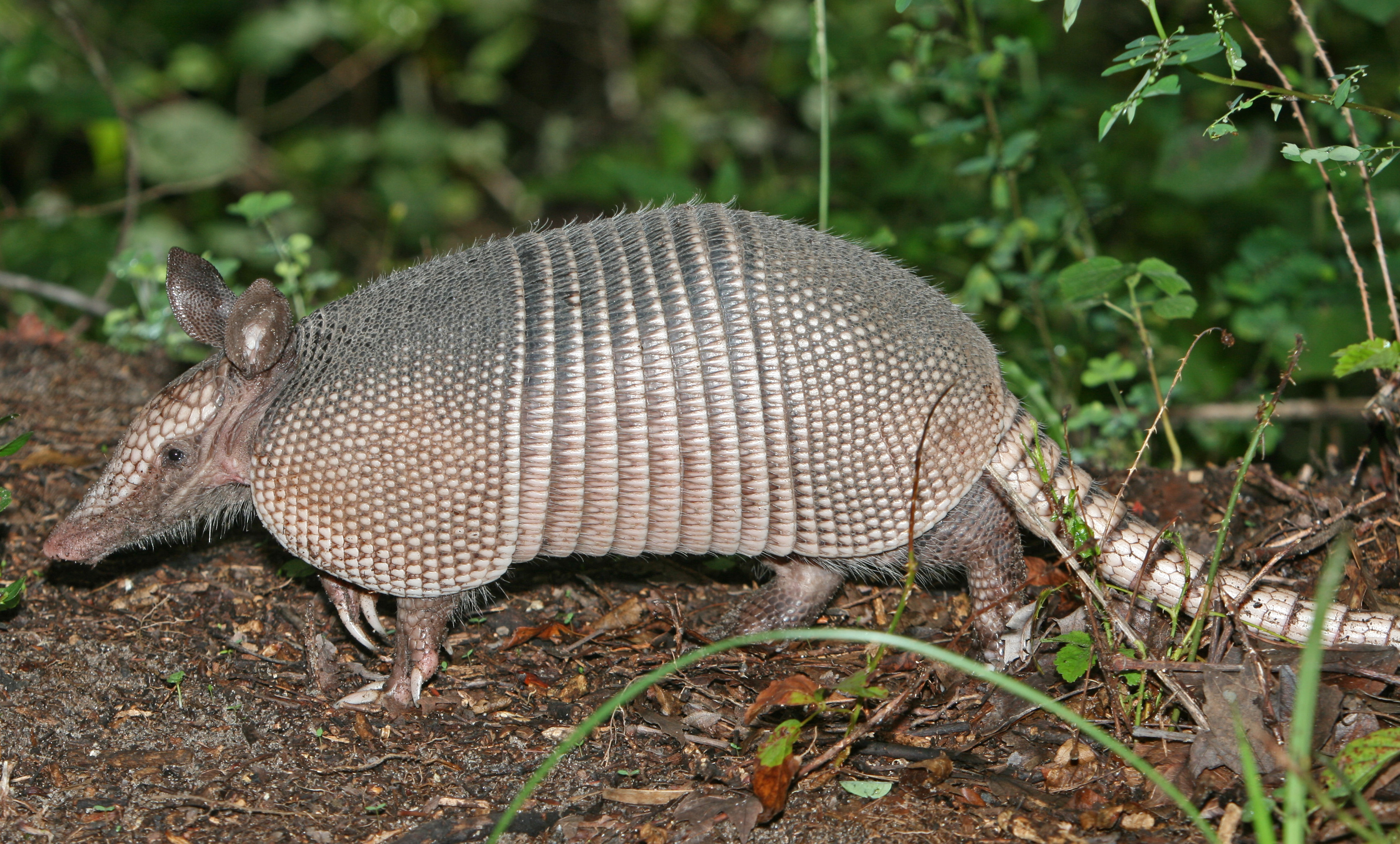
Armadillo (orden Cingulata)
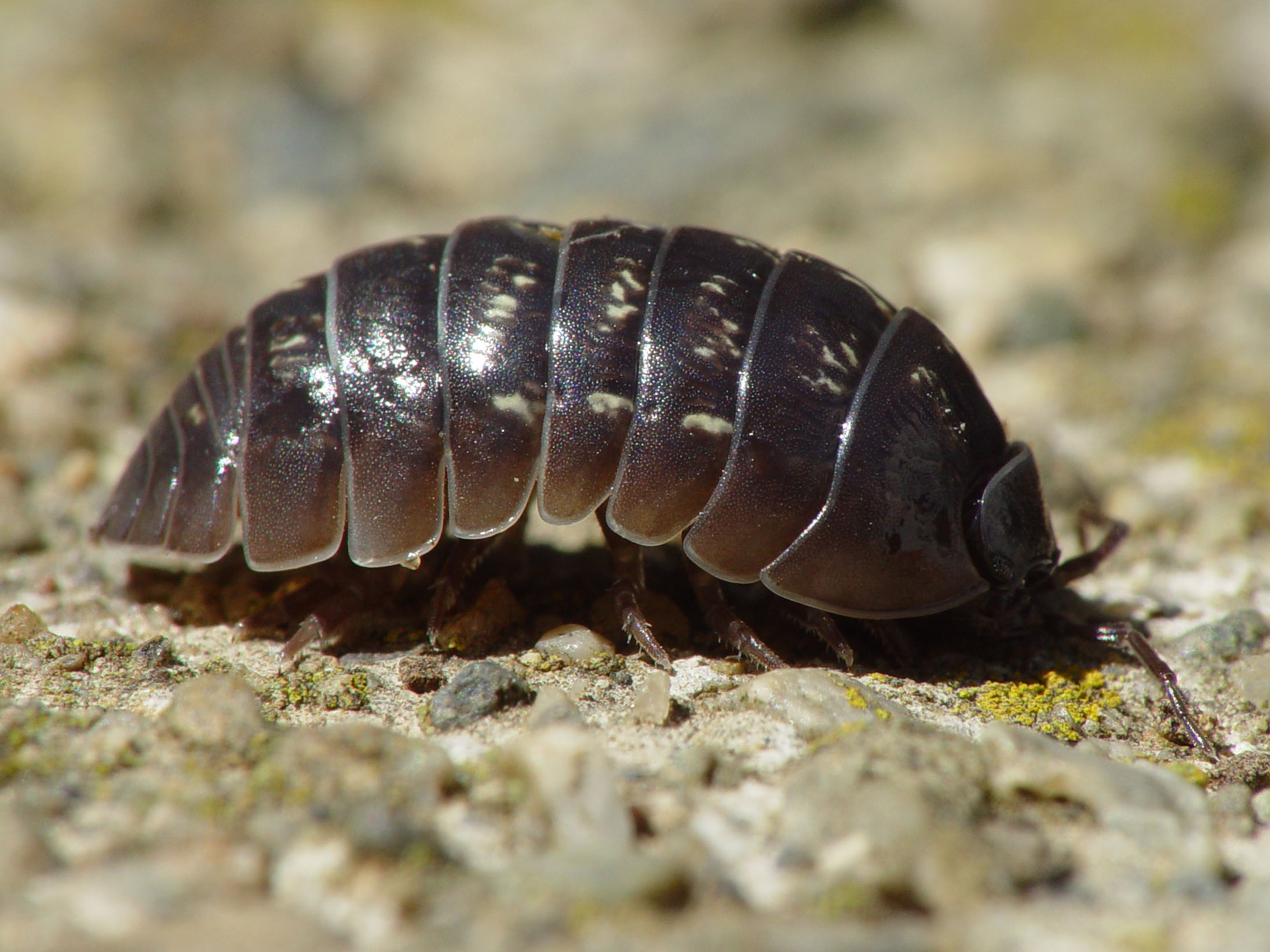
Las cochinillas de humedad o bichos bolita,[12] crustáceos isópodos, y los gloméridos (Glomeris marginata), miriápodos diplópodos, comparten un sistema de defensa denominado conglobación.
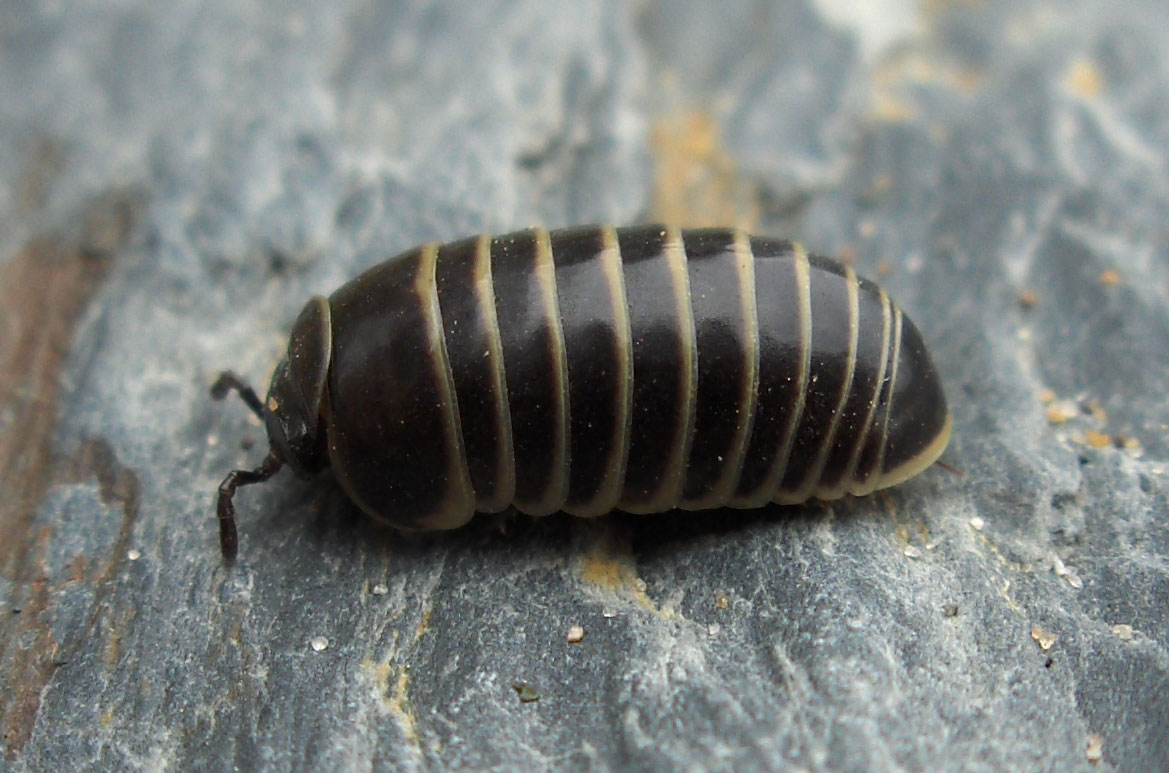
Glomérido (Glomeris marginata)
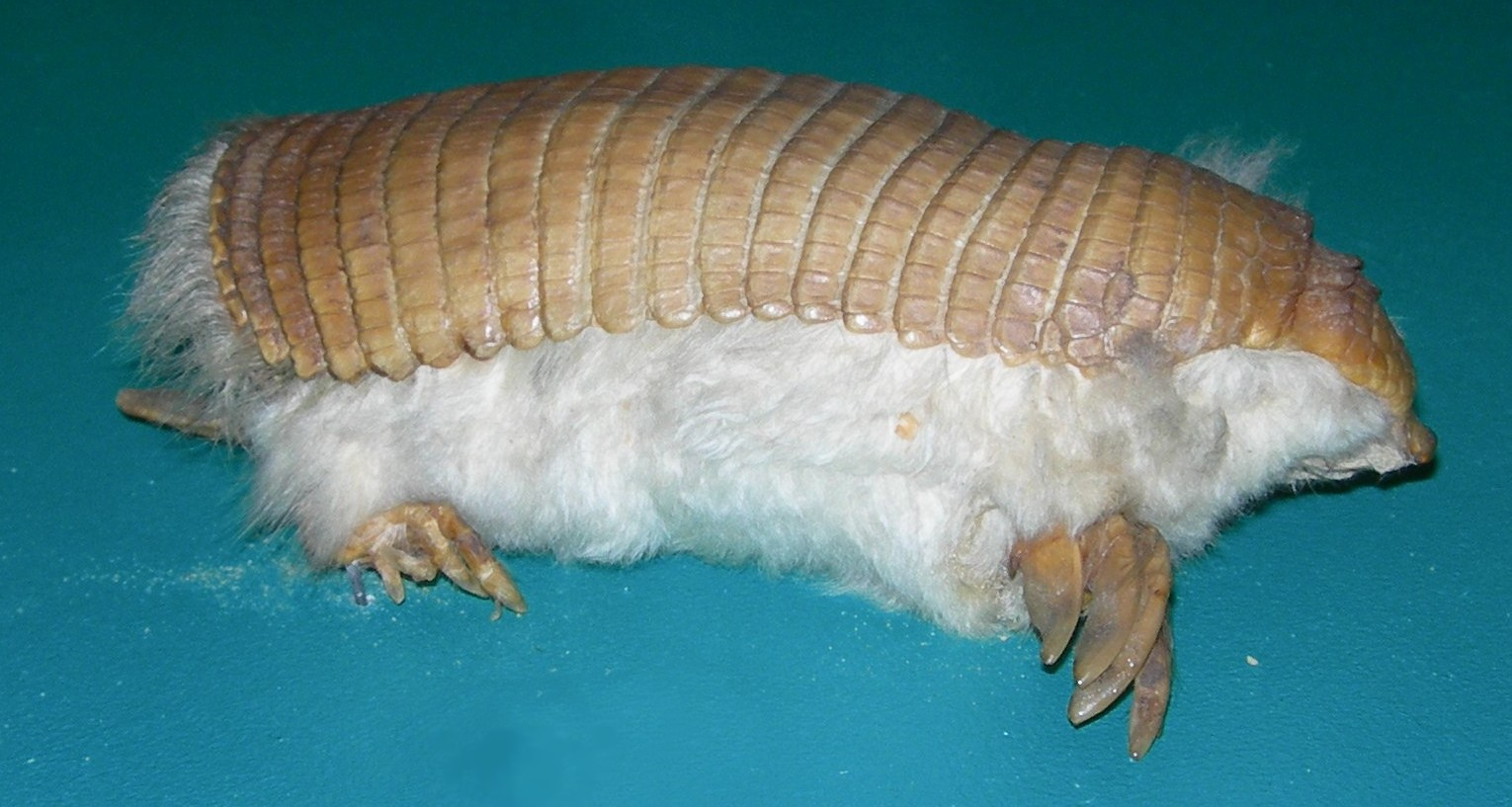
Pichiciego (orden Cingulata)
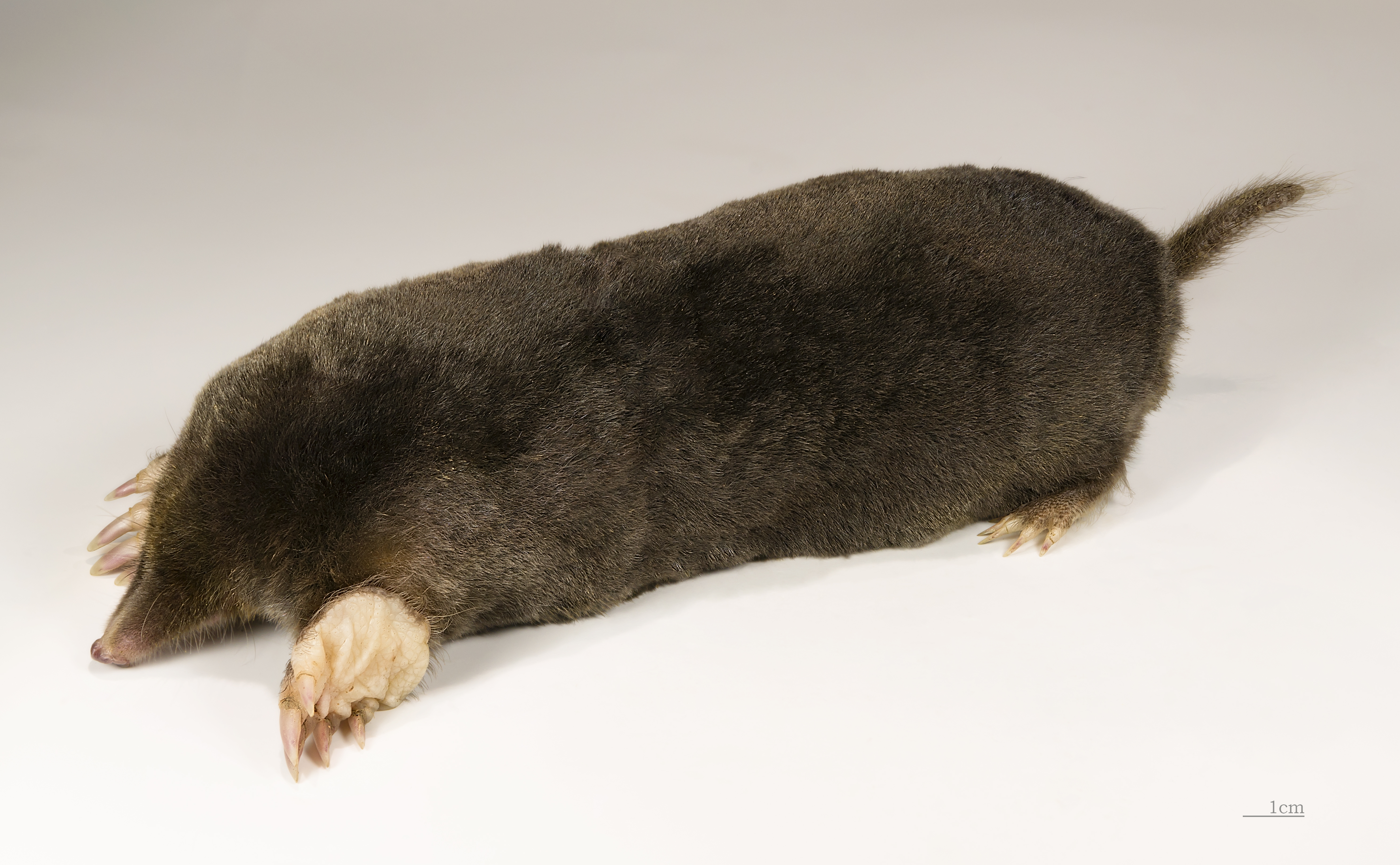
Topo (orden Soricomorpha)
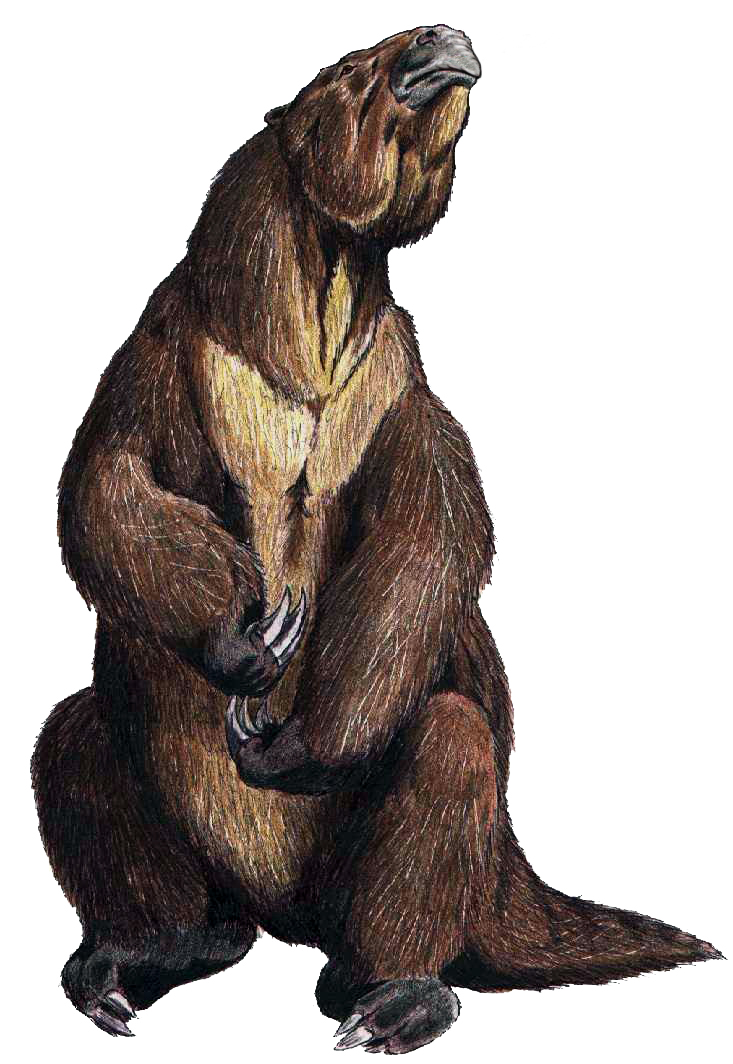
Perezoso terrestre
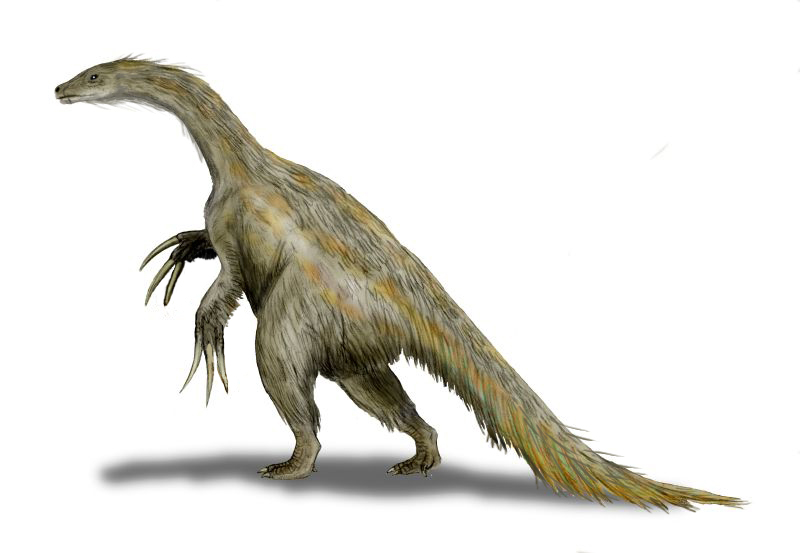
Nothronychus
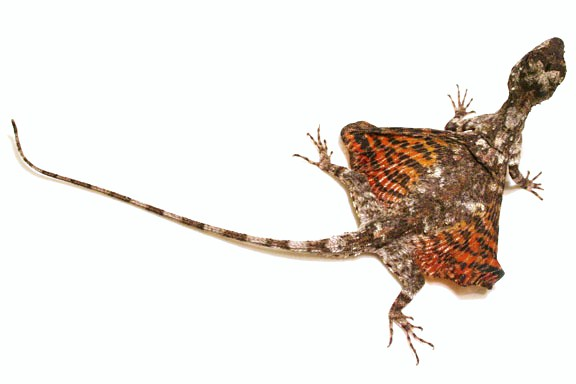
Draco volans
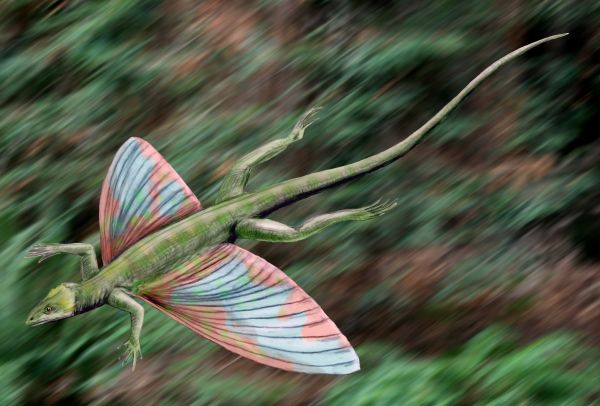
Coelurosauravus
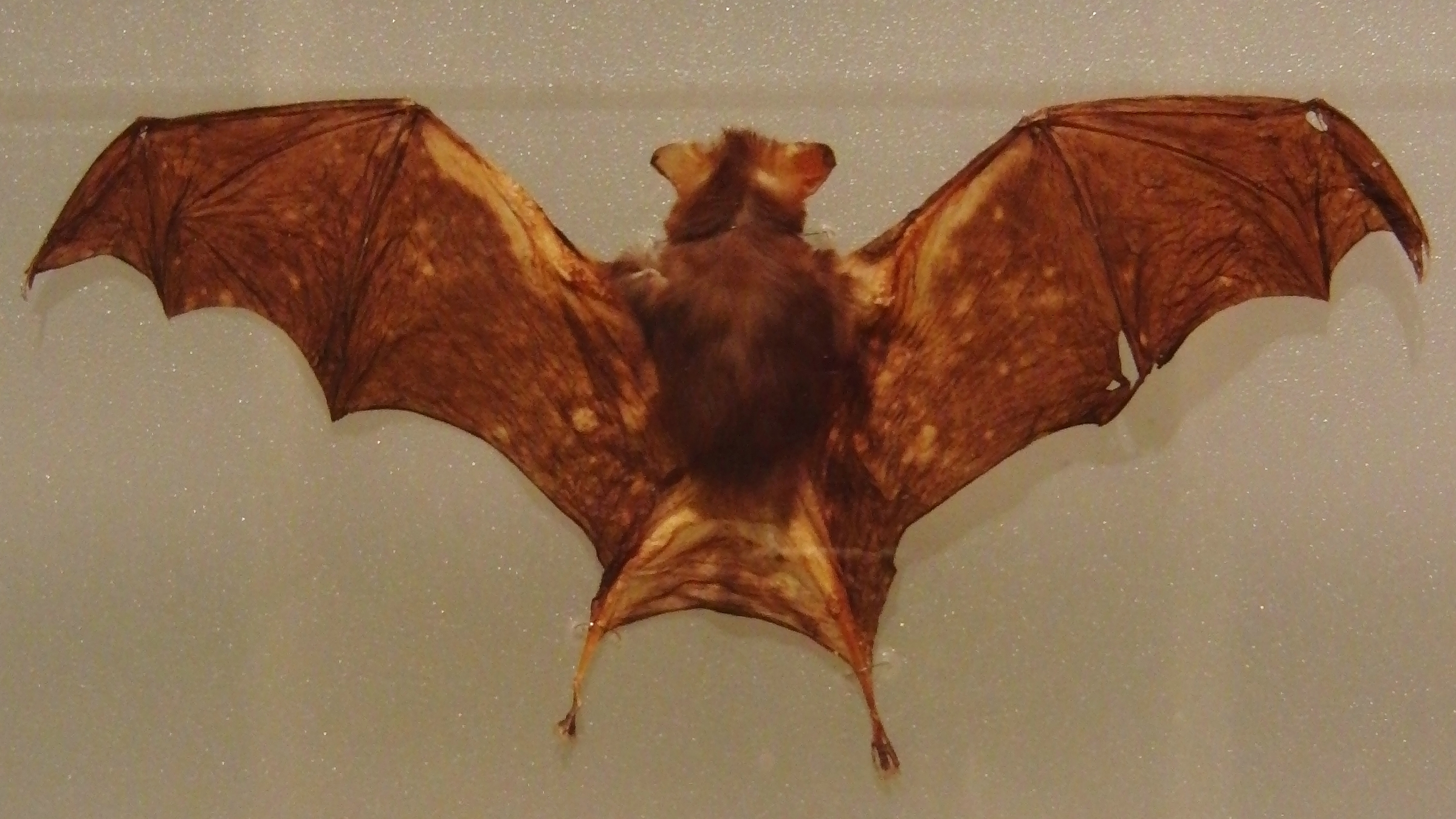
Murciélago
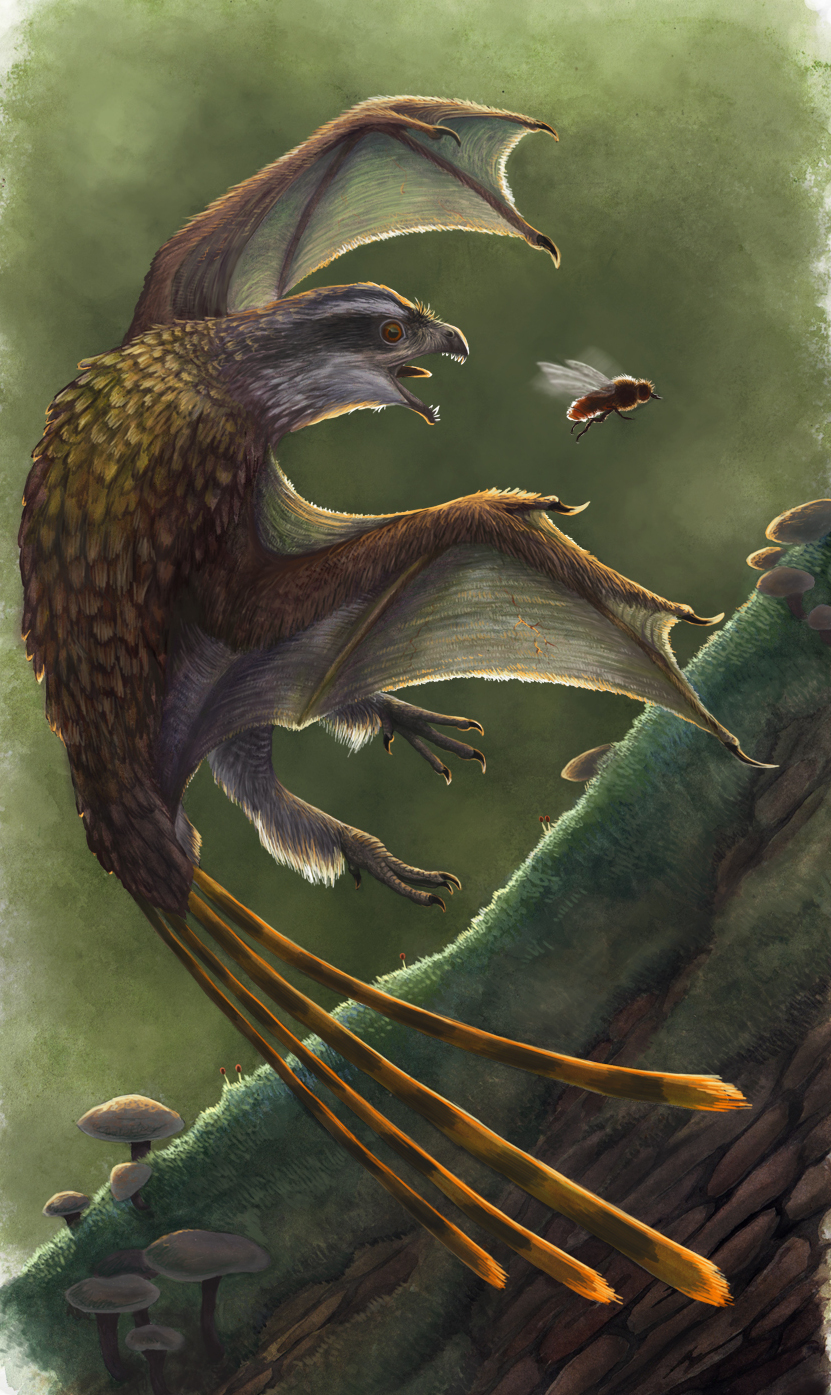
Yi qi
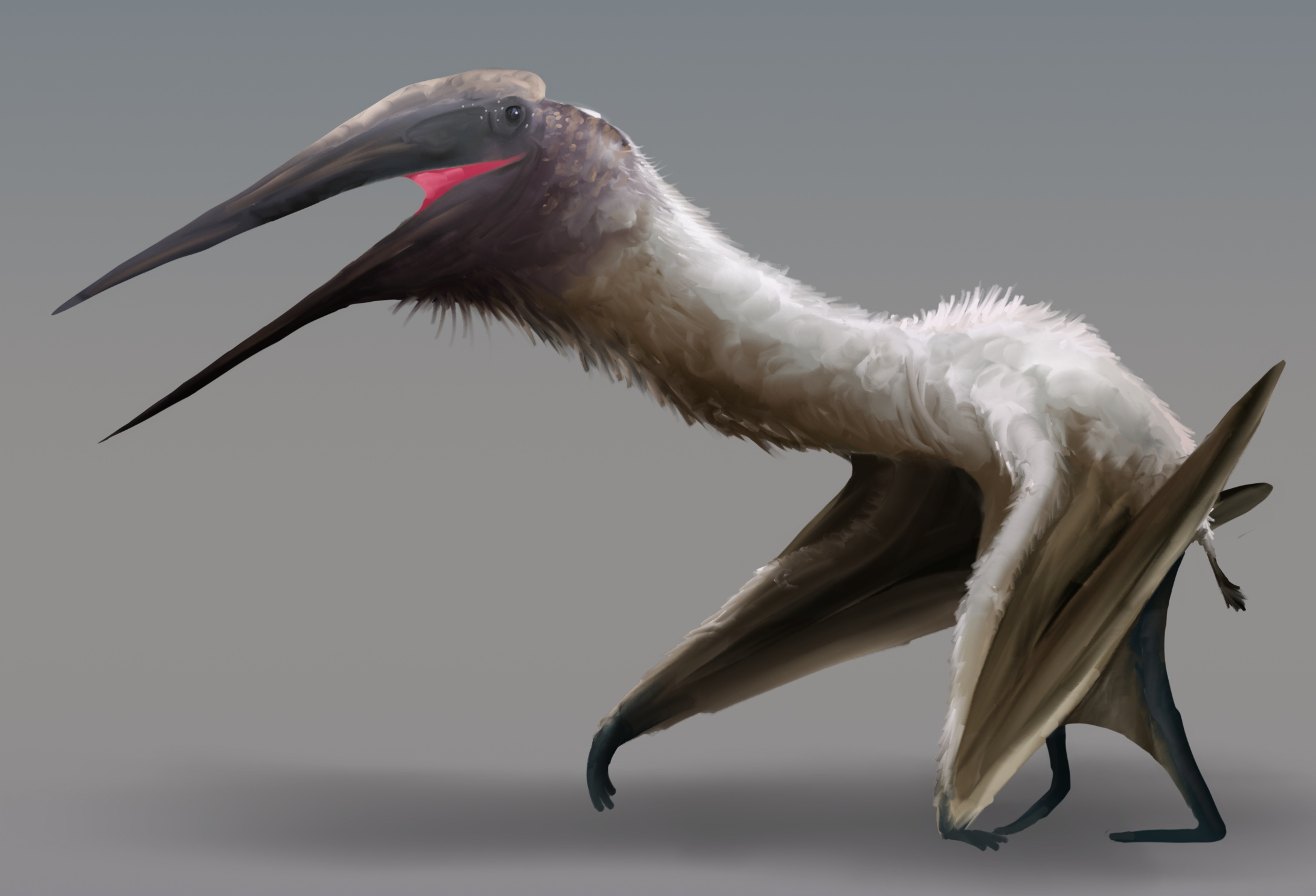
Cryodrakon (Pterosauria)
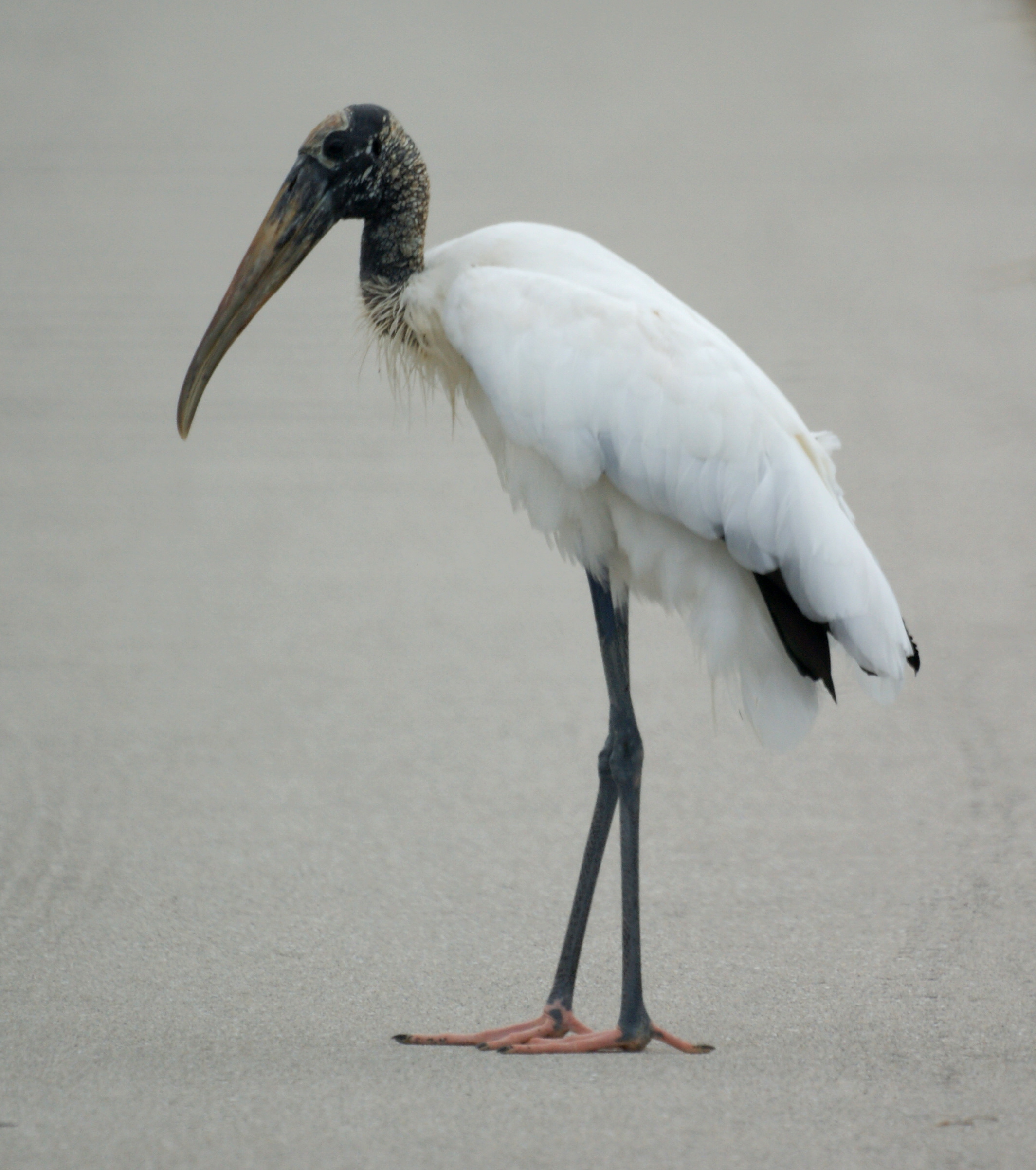
Tántalo americano (Aves)
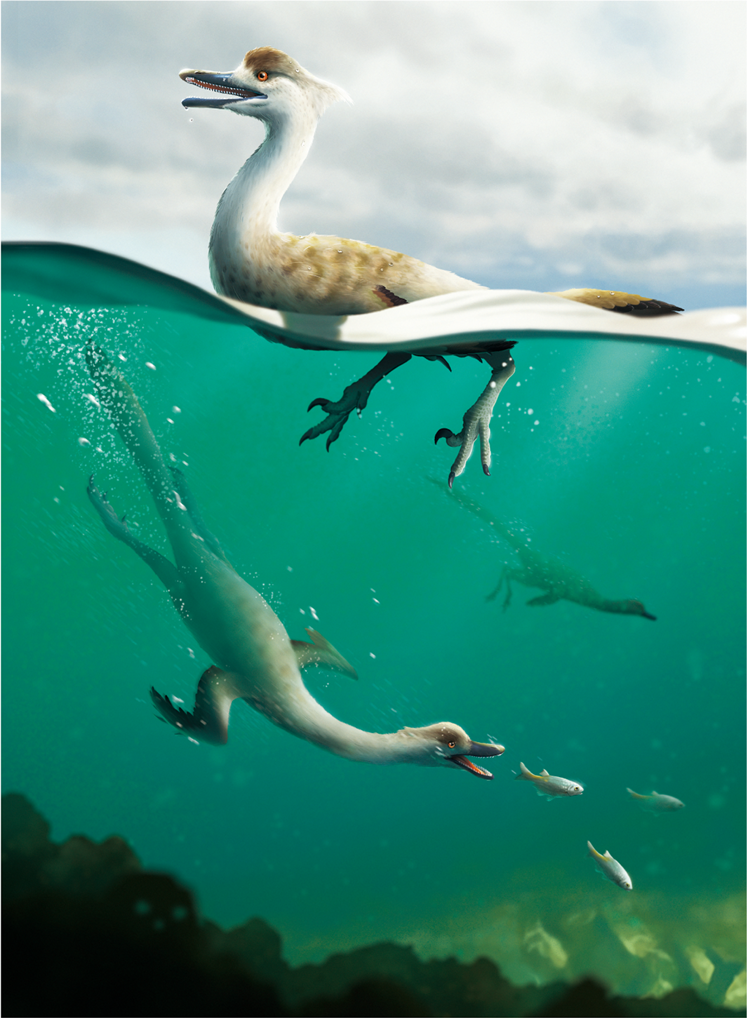
(Natovenator)
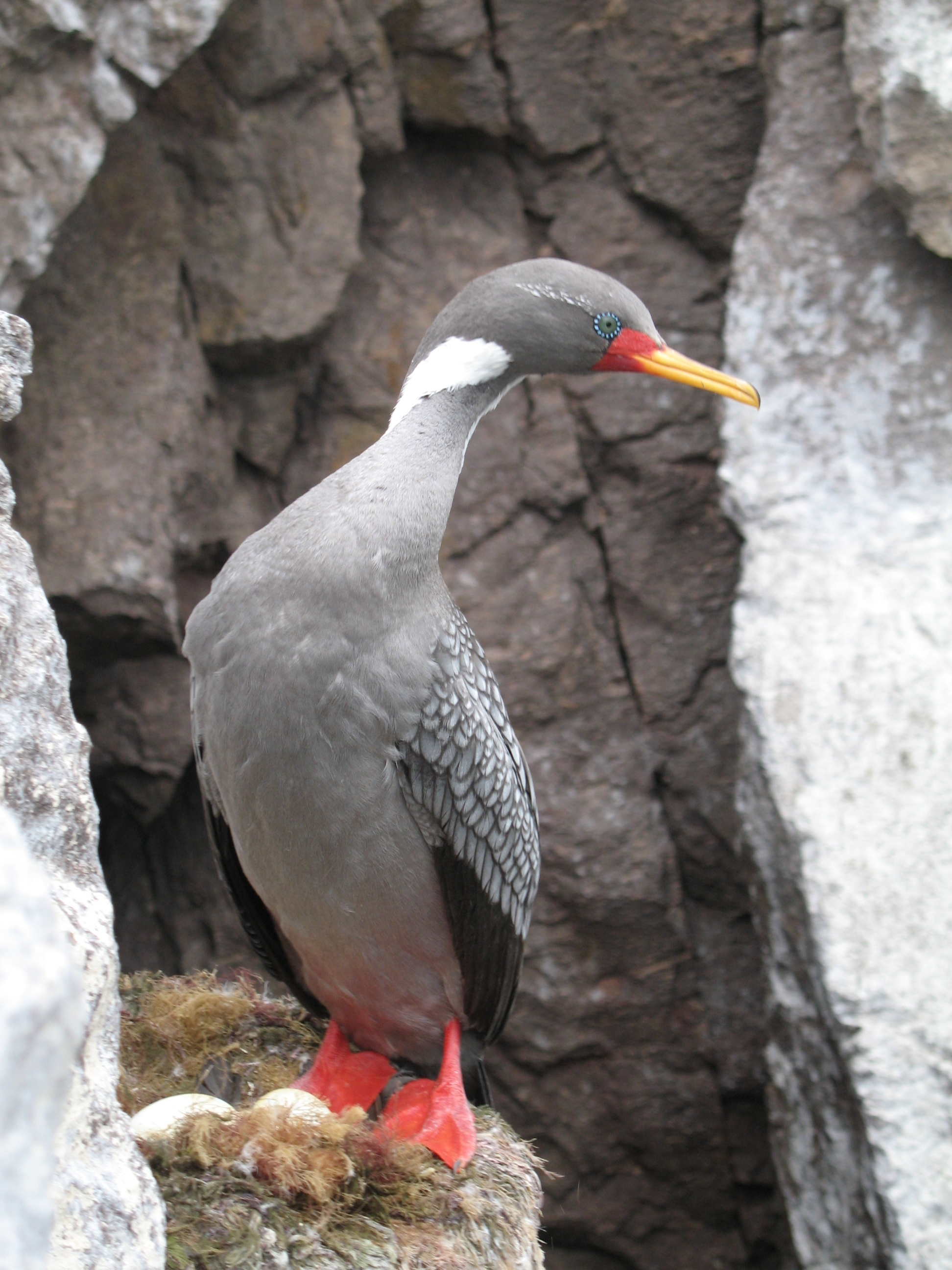
(Aves nadadoras)
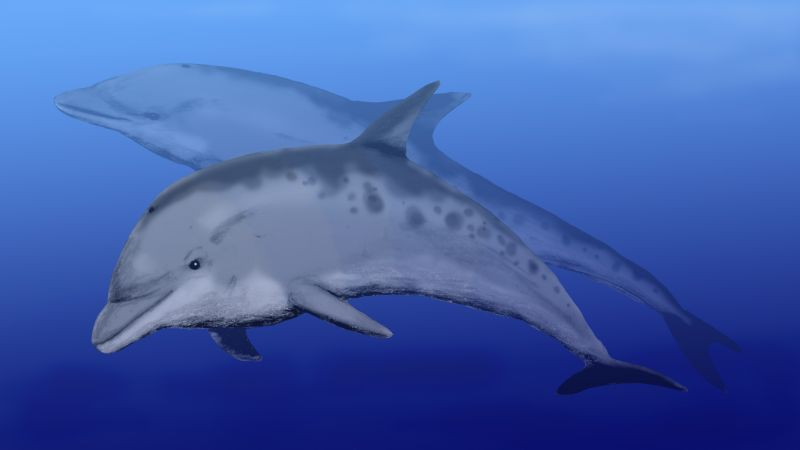
Delfín
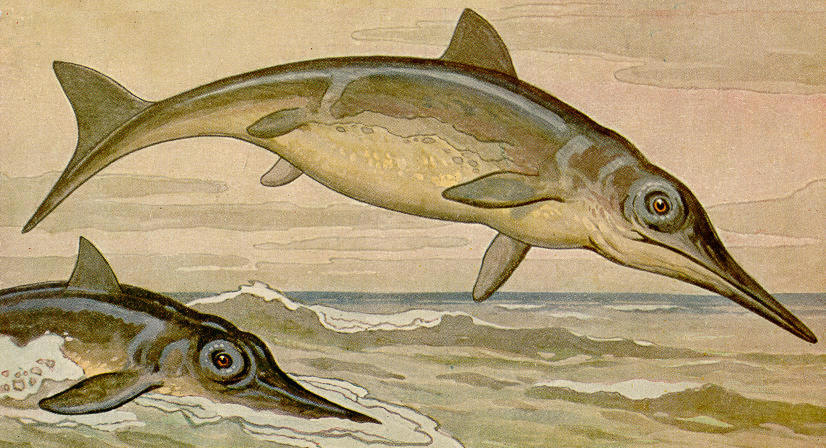
Ichthyosaurus
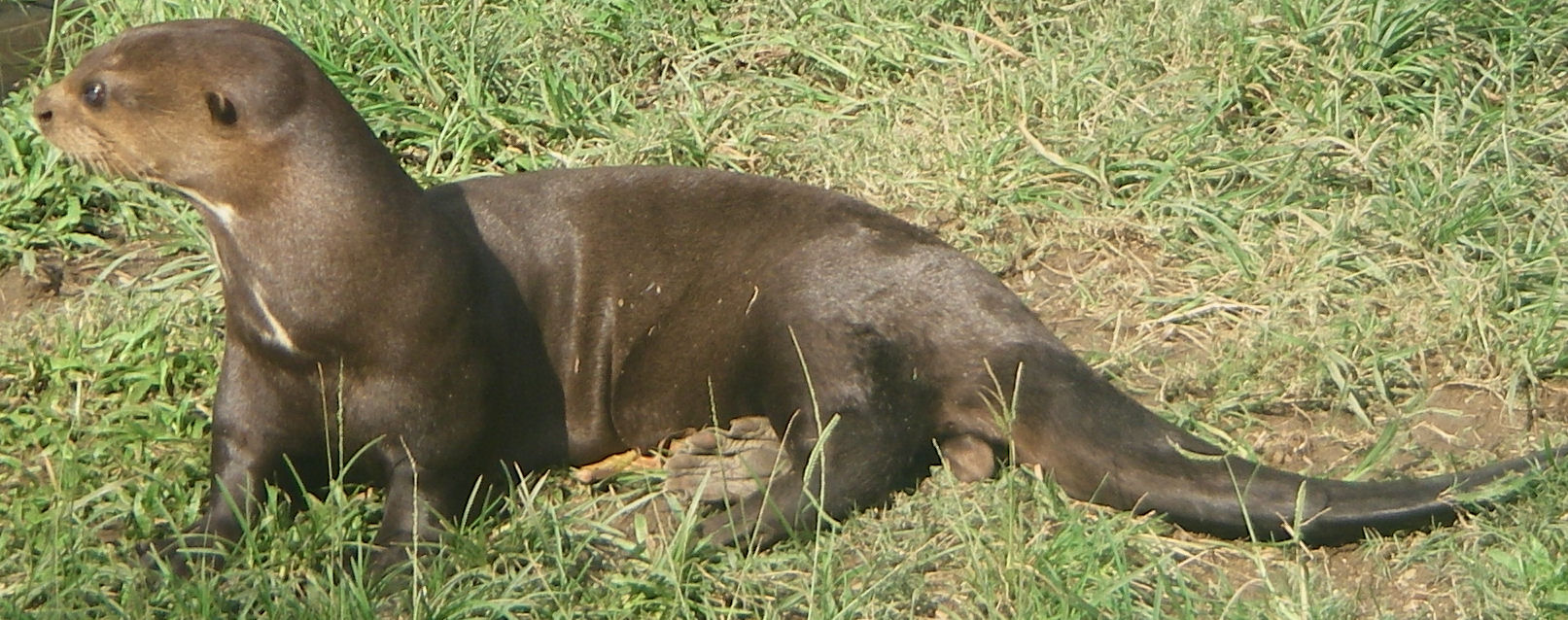
Nutria
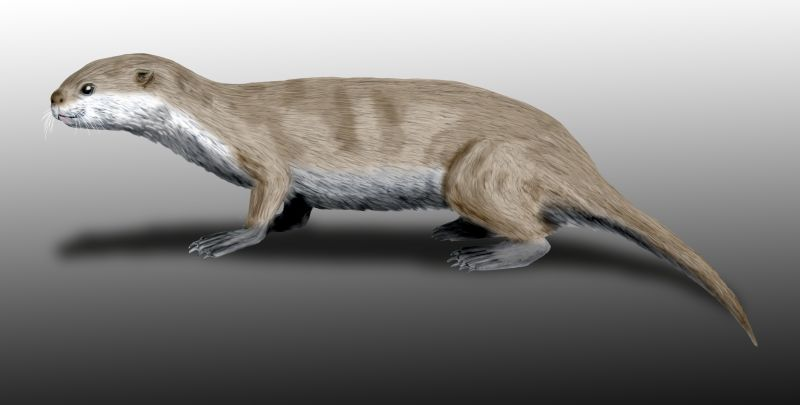
Puijila darwini
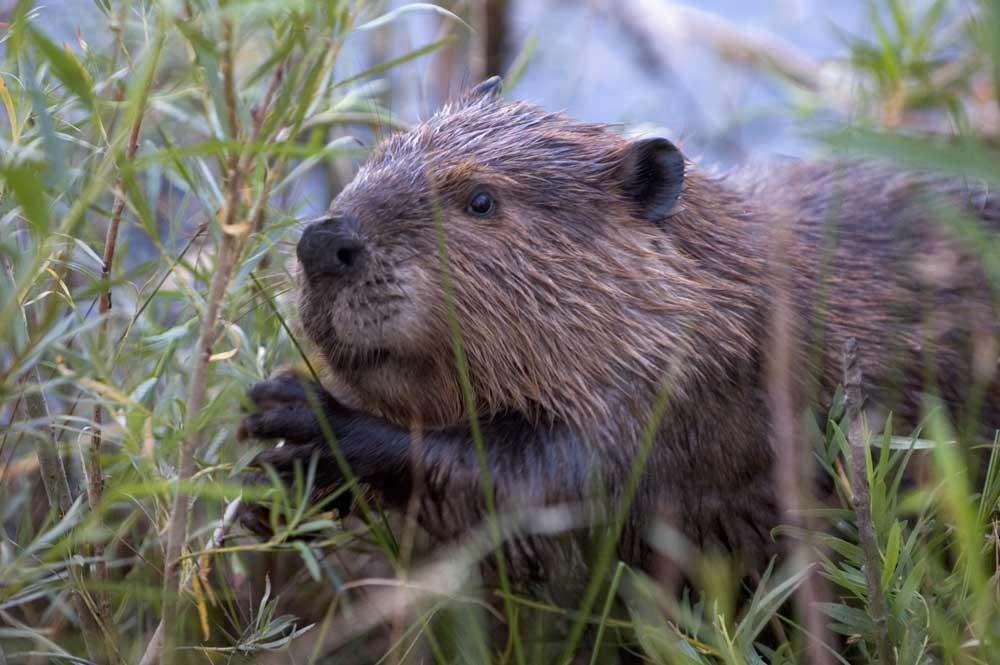
Castor (familia Castoridae)
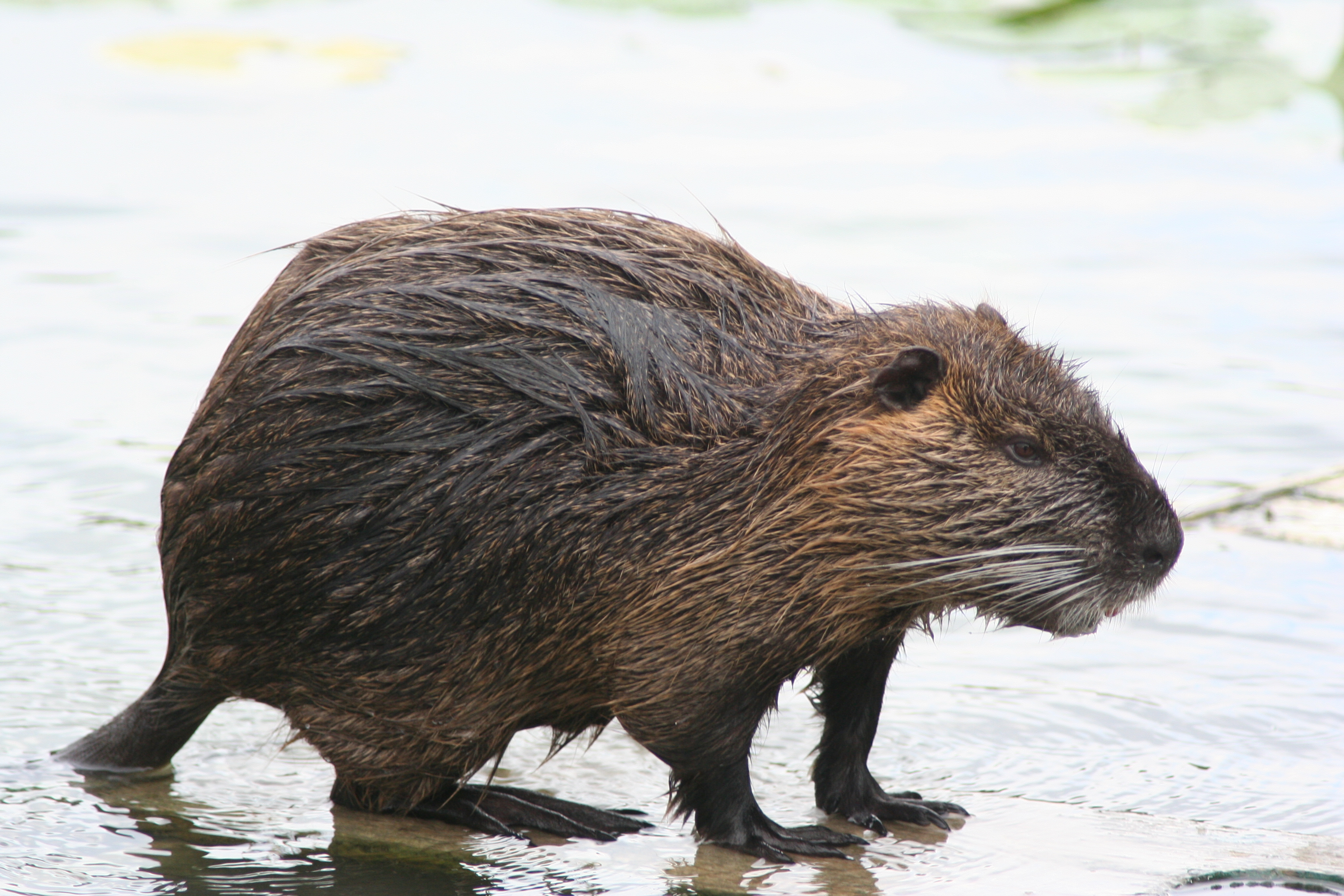
Coipo (familia Myocastoridae)
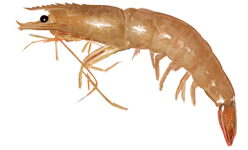
Camarón (crustáceo).
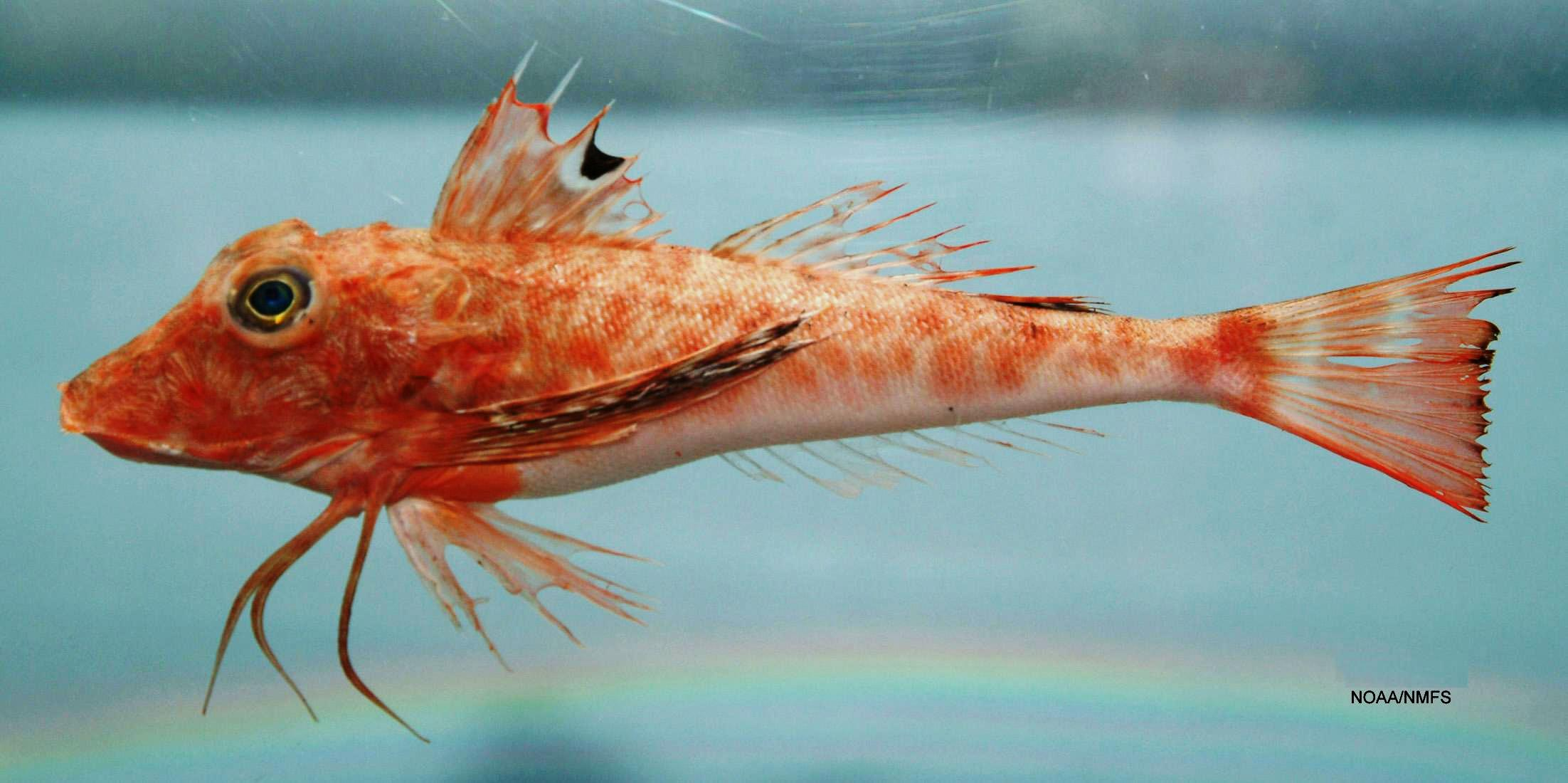
Prionotus (Pez).
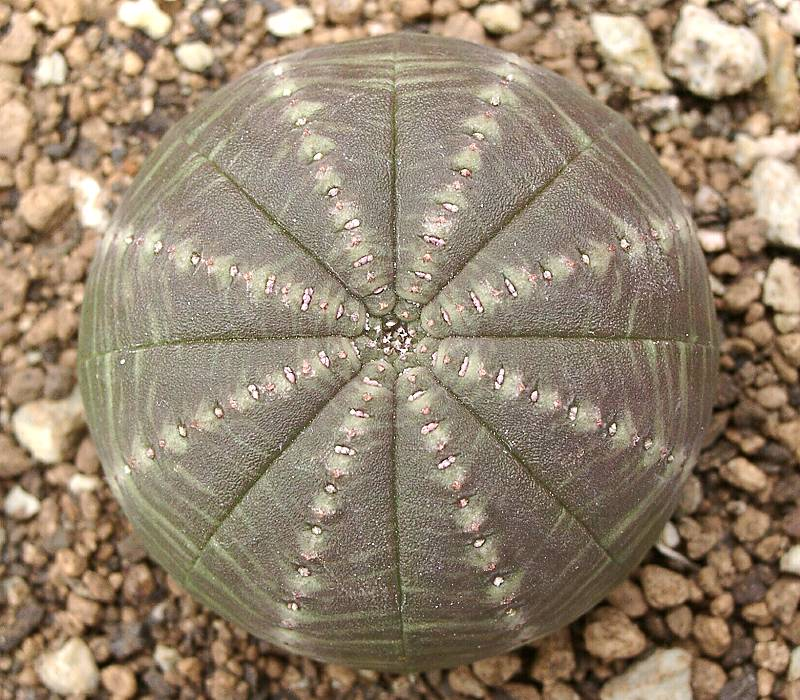
Euphorbia está distantemente relacionada con el género Astrophytum, pero han convergido independientemente.
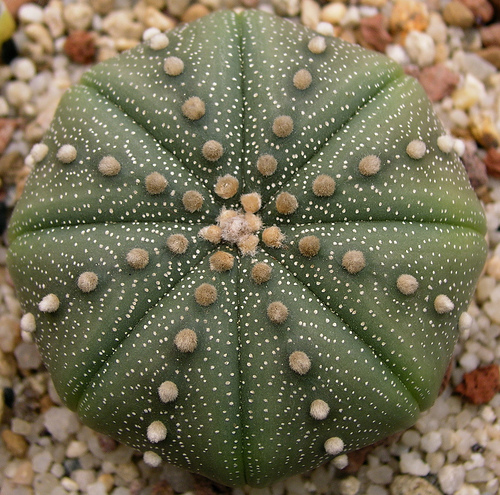
Astrophytum

## Convergencia evolutiva a nivel molecular
Se ha documentado que existen secuencias de genes y proteínas similares en diferentes especies, que sin ser el producto de una transferencia genética horizontal, son similares o equivalentes debido a que pueden estar sujetas a una evolución convergente adaptativa de un modo similar a los caracteres morfológicos. Así, por ejemplo, se ha reportado evolución convergente en la secuencia de aminoácidos de la proteína motora prestina de delfines y murciélagos que ecolocalizan; cambios paralelos de aminoácidos en proteínas codificadas por genes mitocondriales de víboras y lagartos agamidos; evolución convergente de la enzima lisozima de vacas y langures que han evolucionado independientemente fermentación pregástrica; y recientemente evolución convergente en la adaptación de insectos a cardenólidos tóxicos por sustituciones en la Na/K ATPasa.